# Jungdok
Jungdok é um filme sul-coreano de 2002 dirigido por Young-hoon Park.

## Sinopse
Os irmãos Jin moram juntos com Eun-soo, esposa do irmão mais velho, até que Dae-jin, o irmão mais novo, apesar das objeções de Ho-jin, decide participar de uma corrida de carros. Os dois irmãos sofrem dois acidentes de trânsito diferentes ao mesmo tempo, ambos entrando em coma. Um ano depois, contra todas as probabilidades, Dae-jin sai de seu torpor afirmando ser Ho-jin. Agora ele parece mudado, faz as mesmas coisas, compartilha as memórias e habilidades de seu irmão. Inicialmente, Eun-soo reluta em aceitar o fato de que a alma de seu marido assumiu o controle do corpo de Dae-jin, mas eventualmente a barreira inicial é quebrada.

## Elenco
- Lee Byung-hun como Hwang Dae-jun
- Lee Mi-yeon como Heo Eun-soo
- Lee Eol como Hwang Ho-jun
- Park Sun-young como He-jin

## Prêmios e indicações
Prêmios
- Prêmios Grand Bell da Coreia do Sul (2003).
  - Melhor Atriz, Mi-yeon Lee

## Remake
Joel Bergvall e Simon Sandquist estão a cargo do remake estadunidense com roteiro de Michael Petroni, que terá Sarah Michelle Gellar e Lee Pace.